# Меила

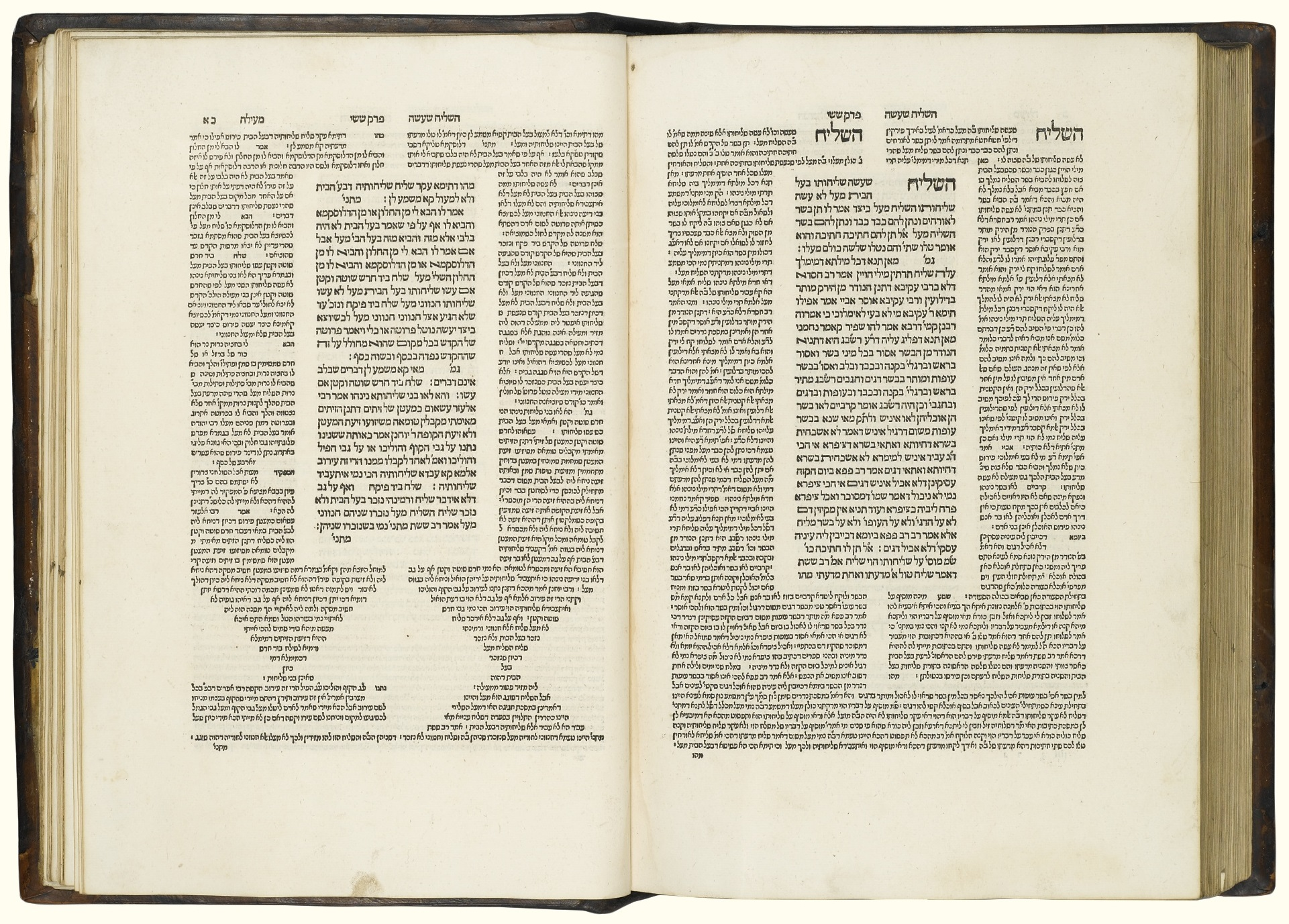

«Меила» (др.-евр. מעילה‬, me’ilah — «злоупотребление», «незаконное пользование») — трактат в Мишне, Тосефте и Вавилонском Талмуде, в разделе «Кодашим» («Святыни»). Трактат определяет, в каких случаях наступает ответственность за неумышленное использование сакральных предметов.

## Предмет рассмотрения
Моисеев закон предусматривает возможность придания сакрального статуса различным предметам, животным и недвижимости. Скот, например, может быть посвящён для жертвоприношения, недвижимость — посвящена Иерусалимскому храму (что означает переход в его собственность), а сосуды — предназначены для храмовой службы. Для тех, кто по ошибке воспользовался освящённым предметом, предусмотрена ответственность:

Если кто сделает преступление и по ошибке согрешит против посвященного Господу, пусть за вину свою принесет Господу из стада овец овна без порока, по твоей оценке, серебряными сиклями по сиклю священному, в жертву повинности; за ту святыню, против которой он согрешил, пусть воздаст и прибавит к тому пятую долю, и отдаст сие священнику, и священник очистит его овном жертвы повинности, и прощено будет ему.
— Лев. 5:15, 16
Законоучителями было установлено, что предусмотренная этим положением ответственность наступает не во всех случаях. Рабби Иехошуа установил правило, согласно которому жертвенное мясо, которое разрешено есть священникам (или было разрешено, но потом стало запрещено) этому закону не подлежит. Для святыни, подпадающей под действие закона, было введено понятие «угрожает меилой» (מועלין בה). При этом словом «меила» обозначали и само вышеупомянутое нарушение, и возмещение за него. У жертвы за грех, например, мясо угрожало меилой только до кропления кровью, так как после этого оно поступало в пищу священникам (Лев. 6:26) и таким образом переставало быть «посвящённым».
Для посвящённых предметов ввели правило: если вещь при использовании теряет свои свойства (съестные припасы или, например, одежда, которая изнашивается), то она подлежит закону о меиле только при повреждении; если же она при использовании не изменяется (например, золотые украшения, посуда), то влечёт ответственность при любом использовании. При этом, если такую вещь просто взяли в руки, то это не считается использованием, а если передали другому — считается, так как это может быть воспринято как подарок или разрешение использовать вещь. Посвящённые вещи подлежат закону о меиле до тех пор, пока не будут проданы храмом. Недвижимость закону о меиле не подлежит (по Гемаре, 18б). Плоды от сакрального также сакральны: если кто-нибудь, посвятил храму сад, то его плоды подлежат закону о меиле, но случайно приобретённое, например, залетевшая в сад птица или накопившаяся там в яме дождевая вода — не подлежит.
Подробный разбор случаев наступления ответственности по закону о меиле является предметом рассмотрения в данном трактате.

## Содержание
Трактат «Меила» в Мишне состоит из 6 глав и 38 параграфов. Как и многие другие трактаты, он заканчивается описанием любопытного прецедента.
- Глава первая начинает рассмотрение вопроса о незаконном использовании жертвенных животных с изложения правила рабби Иехошуа о том, что искупительная жертва не угрожает меилой после того, как священники получают право есть её мясо. Далее обсуждается вопрос о статусе жертвенного мяса, вынесенного за пределы храмового двора.
- Глава вторая трактует о меиле применительно к другим видам жертвоприношений. Так, от мирных жертв закону о меиле подлежат только части, предназначенные для сожжения (тук и почки); от всесожжения закону подлежит всё мясо, пока не будет сожжено.
- Глава третья разбирает случаи применения законов о меиле к жертвенному животному, владелец которого умер, к посвящённому имуществу (הקדש), к золе жертвенника и т. п.
- Глава четвёртая начинается с положения о том, что жертвы разных родов применительно к закону о меиле учитываются вместе, то есть если кто-то съел по крошечному куску мяса от разных святынь, но вместе они составляют стоимость самой мелкой монеты (прута), то он отвечает. Далее, по характерной для Талмуда ассоциации идей, рассматриваются другие случаи, когда однородные предметы учитываются вместе при определении размера.
- Глава пятая трактует о меиле в отношении посвящённых предметов и рассматривает способы её совершения.
- Глава шестая определяет, кто несёт ответственность за меилу, совершённую по поручению. В завершении трактата разбирается случай с освящённой монетой, смешавшейся с другими — разбирается, с какого момента наступает ответственность, если начать тратить эти деньги.